# Imidazolinone
L'imidazolinone ou imidazolone est un composé hétérocyclique nitré de formule brute C3H4N2O. C'est une cétone de l'imidazoline, elle-même forme réduite de l'imidazole. Il existe ainsi 3 isomères imidazolinone :
| données    | isomère 1                                  | isomère 2                                   | isomère 3                                   |
| ---------- | ------------------------------------------ | ------------------------------------------- | ------------------------------------------- |
| structure  |                                            |                                             |                                             |
| nom        | 4-imidazolin-2-one                         | imidazolin-5-one                            | imidazolin-4-one                            |
| nom IUPAC  | 1,3-dihydro-2H-imidazol-2-one              | 1,5-dihydro-4H-imidazol-4-one               | 3,5-dihydro-4H-imidazol-4-one               |
| numéro CAS | 5918-93-4                                  | ?                                           | ?                                           |
| ChEBI      | 51022                                      | 51023                                       | 28470                                       |
| SMILES     | O=c1[nH]cc[nH]1                            | O=C1CNC=N1                                  | O=C1CN=CN1                                  |
| InChI      | 1S/C3H4N2O/c6-3-4-1-2-5-3/h1-2H,(H2,4,5,6) | 1S/C3H4N2O/c6-3-1-4-2-5-3/h2H,1H2,(H,4,5,6) | 1S/C3H4N2O/c6-3-1-4-2-5-3/h2H,1H2,(H,4,5,6) |
| InChIKey   | AICIYIDUYNFPRY-UHFFFAOYSA-N                | CAAMSDWKXXPUJR-UHFFFAOYSA-N                 | CAAMSDWKXXPUJR-UHFFFAOYSA-N                 |

De fait, les composés 4- et 5-imidazolinone sont tautomères et ne sont discernables que dans leur dérivés substitués. Les dérivés de l'imidazolin-4-one sont plus courants que ceux de la 5-one dont un exemple fameux est une des formes limites de la créatinine : 

tautomérisme de la créatinine avec la forme imidazolin-5-one à droite

Plus généralement, les imidazolinones sont donc la famille de substances chimiques dérivées des imidazolinones et dont une bonne partie est utilisée comme herbicides. Leurs propriétés herbicides sont liées à leur pouvoir d'inhibition de l'action de l'acétolactate synthase (ALS), enzyme nécessaire à la synthèse chez les plantes de trois acides aminés ramifiés (leucine, isoleucine, et valine). Ces substances ont été découvertes dans les années 1970 par la société américaine American Cyanamid.

## Liste des herbicides de la famille des imidazolinones
La famille des imidazolinones utilisées comme herbicides comprend six substances actives principales :
- imazaméthabenz ;
- imazamox ;
- imazapic ;
- imazapyre ;
- imazaquine ;
- imazéthapyre.